# Quartier Heyvaert
Pour les articles homonymes, voir Heyvaert.

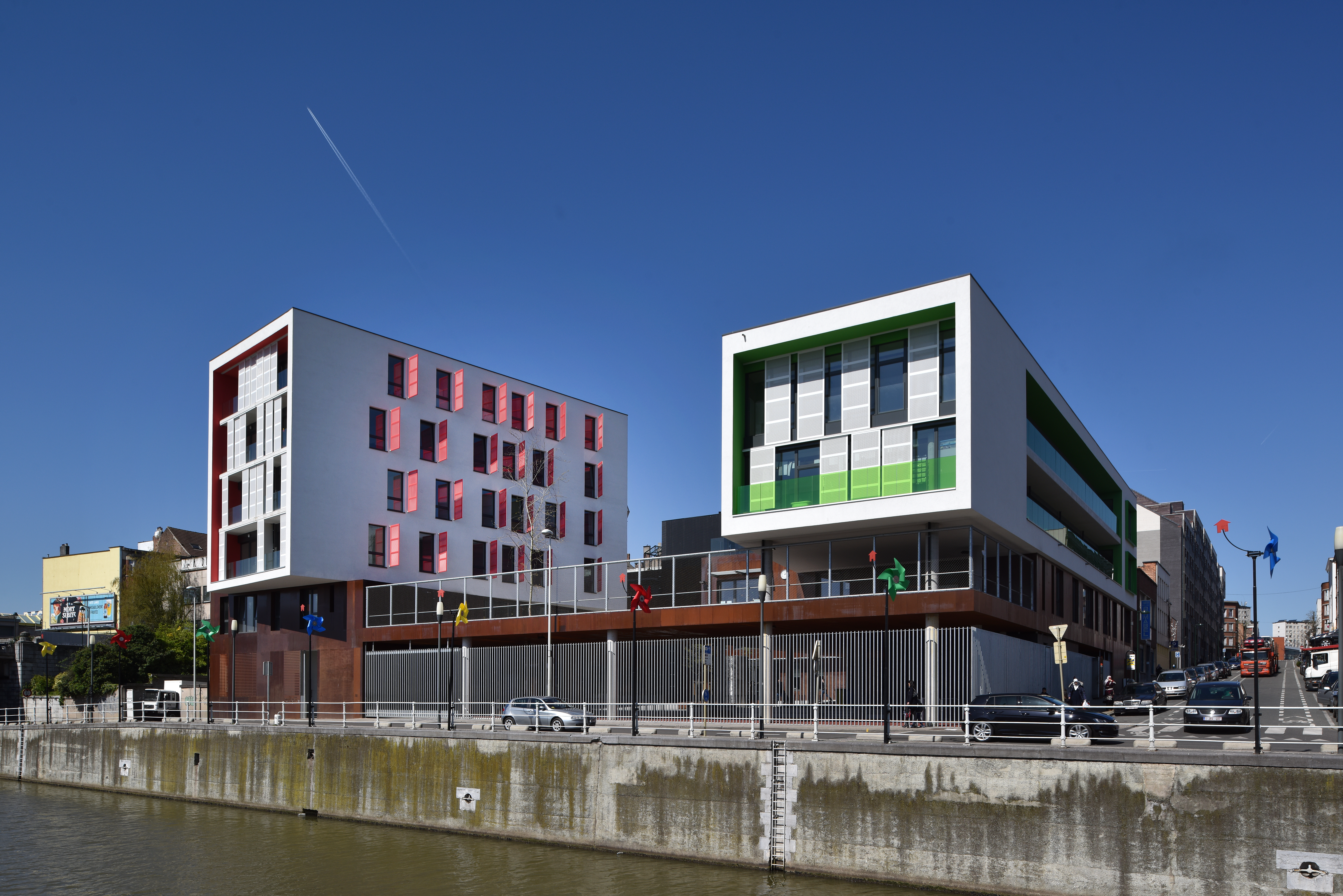
Projet Bonne-Mariemont sur le quai de Mariemont.

Le quartier Heyvaert (en néerlandais : Heyvaertwijk) est un quartier bruxellois situé au sud-est de la commune de Molenbeek-Saint-Jean, à proximité des Abattoirs d'Anderlecht et le long du canal de Charleroi. Il fait partie du plus vaste quartier de Cureghem et est délimité par la rue Nicolas Doyen, la rue de Birmingham, la place de la Duchesse de Brabant, la rue Isidoor Teirlinck, la rue Delaunoy, et la rue Heyvaert (anciennement rue de l'Écluse, du fait de sa proximité avec celle-ci).
Le quartier, autrefois essentiellement industriel, offre actuellement un environnement caractérisé par l'activité du commerce automobile d'occasion et plus particulièrement l'exportation vers l'Afrique de l'Ouest, et de nombreuses autres activités en marge de celle-ci (restaurants africains, églises pentecôtistes, services de transfert d'argent, épiceries de produits exotiques, ...). Le quartier est extrêmement réputé en Afrique, qui y voit transiter la moitié des véhicules d'occasion importés sur le continent.
L'établissement du commerce de voitures d'occasion a créé des incidences importantes au niveau des nuisances et de l'exploitation notamment dans les intérieurs d'îlot, de la pollution qui ont largement contribué à la chasse d'habitants.
Selon les autorités, le développement de cette activité économique s'est fait aux dépens d'autres activités de la ville ainsi qu'aux dépens de la fonction logement. Ce quartier assiste en effet à une dégradation des bâtiments qui ne sont plus entretenus, ou dont certains étages au-dessus des garages restent inoccupés. Des problèmes de nuisance sonore et surtout de pollution des sols et des eaux, mais aussi — du fait de nombreux passages de véhicules lourds — de la détérioration des voiries, sont constatés et font l'objet de nombreuses mesures et projets de restructuration du quartier.
Un projet de relocalisation de l'activité commerciale est en cours vers un site où la tension avec la fonction d'habitat est moins forte. Ce projet s'inscrit dans un plus vaste plan de restructuration du quartier : le Plan Régional de Développement Durable (PRDD), qui comprend habitats, espaces verts et renouvellement des voiries.